# Guiniforte Solari
Pour les articles homonymes, voir Famille Solari.
Boniforte (ou Guiniforte) Solari ou de Solario, né vers 1429 à Carona et mort vers 1481 à Milan, est un sculpteur, un architecte et un ingénieur italien.

## Biographie
Guiniforte Solari est le fils de Giovanni Solari et le frère de Francesco Solari, l'ingénieur en chef de la cathédrale de Milan. Il est l'un des représentants de la prolifique famille Solari de Carona, dans le canton du Tessin, et a été ingénieur en chef du duché de Milan au XVe siècle.
On lui doit essentiellement l'édification, à Milan, à partir de 1463, du couvent achevé en 1469 et de son église Santa Maria delle Grazie achevée en 1482, sous la houlette du duc François Sforza.
En tant qu'architecte, les experts lui ont récemment attribué le projet et l'édification de la Cappella Portinari de la Basilica di Sant'Eustorgio à Milan, traditionnellement imputés d'abord à Michelozzo et puis à Le Filarète.
À la Chartreuse de Pavie, il est sûrement l'auteur de l'imposante abside, qui, avec son jeu articulé des masses, annonce un langage non plus gothique, mais résolument Renaissance qu'il a acquis, selon toute probabilité, en fréquentant des personnalités de premier plan, comme Masolino da Panicale et Vincenzo Foppa à Milan.
Célèbres sont ses désaccords avec Le Filarète, qui est appelé par François Sforza pour moderniser l'architecture lombarde selon les nouveautés de l'humanisme florentin. Solari représente la tradition gothique locale et l'habileté constructive des ingénieurs lombards, capable toutefois de s'adapter au nouveau goût toscan demandé par les commanditaires qui apprécient beaucoup l'héritage artistique de l'âge classique. Dans ce sens, la cour de Sforza est un point de rencontre pour beaucoup d'humanistes qui contribuent, avec leurs connaissances profondes des textes et des traités relatifs aux disciplines artistiques les plus variées, à donner un nouveau visage à la capitale ducale.
L'édification de l' Ospedale Maggiore (Ca' Granda) est due au projet du Filarète, mais elle est réalisée sous la direction de Guiniforte. Il est l'auteur de plusieurs projets, celui pour l'église de San Pietro in Gessate et ceux pour le dôme et la tour-lanterne du Duomo de Milan, qui seront réalisés par Giovanni Antonio Amadeo, son élève et gendre.
Le 2 octobre 1469 survient le décès de son frère Francesco, ingénieur ducal ; il sera remplacé par Guiniforte, dont la candidature au renouvellement du poste avait été retenue, avec une recommandation du duc.
La même année, conjointement avec son frère Francesco et Martino Benzoni, un projet pour la Cappella Colleoni de Bergame est conçu ; toutefois, après la disparition prématurée de Francesco, il décide d'assigner cette tâche à Giovanni Antonio Amadeo.